# Bucayana bucayana
Genre
Espèce
Bucayana bucayana, unique représentant du genre Bucayana, est une espèce d'opilions laniatores de la famille des Cranaidae.

## Distribution
Cette espèce est endémique de la province du Guayas en Équateur. Elle se rencontre vers Bucay.

## Description
Le mâle holotype mesure 9 mm.

## Publication originale
- Mello-Leitão, 1942 : « Oito novos Laniatores do Equador. » Anais da Academia Brasileira de Ciências, vol. 14, p. 315–325.